# Steve Bucknall
Stevenson Lee  Bucknall, (nacido el 17 de marzo de 1966 en Londres, Inglaterra) es un exjugador de baloncesto británico. Con 1.98 de estatura, su puesto natural en la cancha era el de alero. 

## Trayectoria
- Universidad de North Carolina (1985-1989)
- Los Angeles Lakers (1989-1990)
- Sunderland EPAB (1990-1991)
- Miami Tropics (1991)
- EnBW Ludwigsburg (1991-1992)
- ASVEL Lyon-Villeurbanne (1992-1993)
- Le Mans Sarthe Basket (1993-1994)
- Thames Valley Tigers ( 1994-1995)
- London Towers (1995-1996)
- Iraklis BC (1996-1998)
- Fabriano Basket (1998-1999)
- Pallacanestro Reggiana (1999)
- London Towers (1999-2001)
- Aris Salónica BC (2001-2002)
- Birmingham Bullets (2002)
- Iraklis BC (2002-2004)
- Leicester Riders (2005-2007)